# Legio I Isaura Sagittaria
La Legio I Isaura Sagittaria (Première légion isaurienne d’archers) fut une légion de l’armée romaine créée par Dioclétien (r. 284 – 305) vers la fin de son règne pour défendre la province romaine d’Isaurie dans les monts Taurus en Asie mineure. 

## Historique

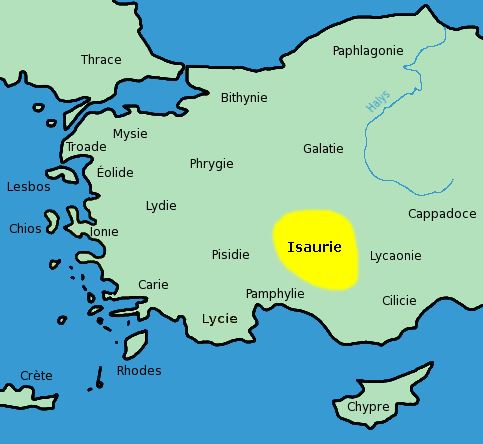
L'Isaurie dans le diocèse d'Orient.

Au début de son règne en 293, Dioclétien procéda à des réformes en profondeur de l’administration et de la défense de l’empire. Après avoir créé la tétrarchie, système de gouvernement où chacun des deux Augustes (Dioclétien  et Maximien) était secondé par deux Césars (Galère et Constance), il doubla le nombre des provinces et créa une structure régionale regroupant les 100 provinces en douze diocèses. La région d’Isaurie, située entre les provinces de Cilicie et de Pisidie, appartenait au diocèse d’Orient,. 
Il réorganisa également l’armée, créant pour chaque tétrarque une armée mobile (comitatenses), alors qu’un système de fortifications (limes) établi le long de la frontière était gardé par des unités permanentes (limitanei). Tout en conservant les 39 légions déjà existantes, mais dont nombre n’étaient pratiquement plus que l’ombre d’elles-mêmes, il leva au moins 14 nouvelles légions dont les I et II Iovia, II, III et IV Herculia, III Diocletiana, I Maxima et I Isaura Sagittaria.
Conquise par Lucius Srvilius Vatia en 75 av. J.-C., l’Isaurie était demeurée farouchement indépendante et se rebella en 6 ap. J.-C. et vers 222 sous Sévère Alexandre. L’agitation devait se poursuivre jusque sous le règne de l’empereur Probus qui y fit construire une forteresse pour pacifier la région en 278. 
Le surnom de « sagittaire » fait référence à l’arc et aux flèches dont étaient munis les soldats, équipement inhabituel pour des légionnaires. À l’origine, la légion relevait du Comes per Isauriam (litt: comte de l'Isaurie) et servait comme limitanei (garde-frontières). Au début du IVe siècle la légion était composée d’environ 6 000 hommes, nombre qui fut réduit au cours du même siècle à environ 2000.

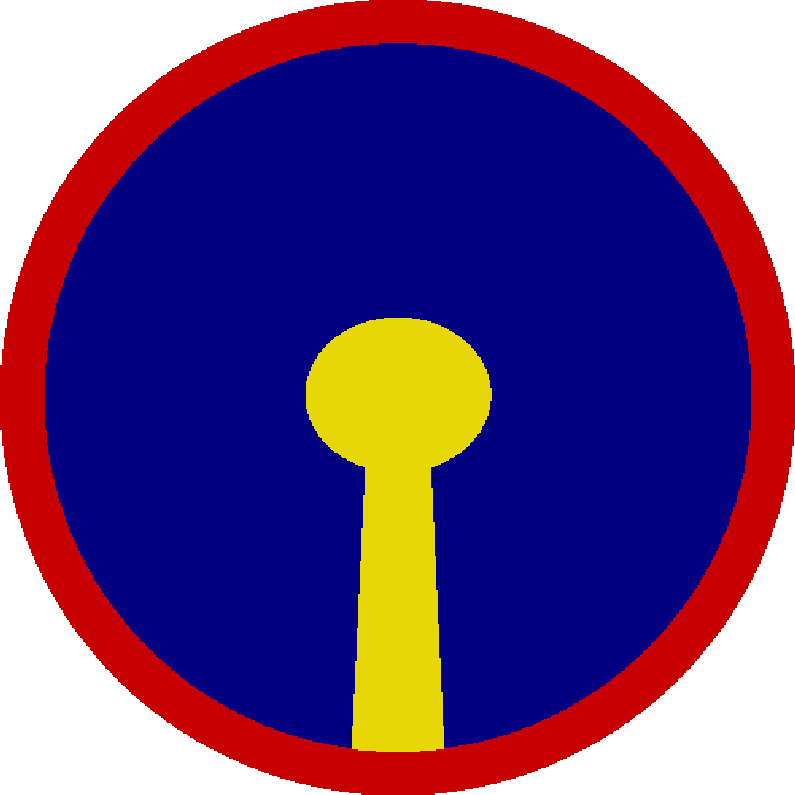
Insigne de bouclier de la Prima Isauria Sagittaria selon la Notitia Dignitatum.

Ammien Marcellin écrit dans son œuvre historique qu’au milieu du IVe siècle, soit vers 350, les Isauriens quittèrent leur territoire pour se livrer au brigandage sur la côte dans les environs de Seleucia ad Calycadnum (aujourd’hui Silifke en Turquie). En 354, la Legio I Isaura Sagittaria, la Legio II Isaura et la Legio III Isaura, sous les ordres du comes Castricius défendirent la ville avec succès.
Il est vraisemblable que sous l’empereur Valens (r. 364-378), la légion ait été mobilisée vers 365/366 pour servir de pseudocomitatenses  alors que l’empereur se trouvait à Caesarea et à Ankyra et avait besoin de troupes supplémentaires pour lutter contre l’usurpateur Procopius. Les Isauriens reprirent leur pillage en 368. Le Vicarius Asiae (litt: Vicaire [gouverneur d'un diocèse]d'Asie) Musonius fut appelé à la rescousse avec ses Diogmiten (forces auxiliaires de police), mais les unités mobiles de la légion ainsi que ses unités de gardes-frontières purent mettre fin à l’agitation.
Selon la Notitia Dignitatum, la Legio I Isaura Sagittaria servait au début du Ve siècle comme pseudocomitatenses sous le Magister militum per Orientem (général en chef des troupes d'Orient).